# Elephantomyia setulistyla
Elephantomyia setulistyla är en tvåvingeart som beskrevs av Alexander 1938. Elephantomyia setulistyla ingår i släktet Elephantomyia och familjen småharkrankar. Inga underarter finns listade i Catalogue of Life.